# Ralph Modjeski
Ralph Modjeski est un ingénieur civil polono-américain d'origine polonaise réputé pour sa conception de ponts aux États-Unis, né Rudolf Modrzejewski à  Bochnia (alors désigné sous le nom allemand de Salzberg), dans ce qui était le royaume de Galicie et de Lodomérie, partie de la Pologne occupée par l'empire d'Autriche, le 27 janvier 1861, et mort à Los Angeles le 26 juin 1940 .

## Biographie
Il était le fils de Gustav Sinnmayer (Gustav Zimajer) Modrzejewski et de l'actrice Helena Opid Modrzejewska, mieux connue hors de Pologne sous le nom d'Helena Modjeska.
En 1865, sa mère a quitté Gustav Sinnmayer Modrzejewski et a épousé en 1868 à Cracovie le "comte" Karol Bozenta Chłapowski. Grâce à ce mariage, elle a pu rencontrer des intellectuels et artistes polonais connus comme Tytus Chałubiński, Stanisław Witkiewicz, Henryk Sienkiewicz, Adam Chmielowski, Józef Chełmoński, Ignacy Paderewski… Ralph Modjeski a été un camarade de classe de'Ignacy Paderewski et un très bon pianiste.
Considérée comme la plus grande actrice polonaise, elle traverse en juillet 1876 l'Atlantique avec son mari et s'établit dans une ferme à Anaheim en Californie. Pour une question de commodité, la mère de l'enfant a modifié son nom en Helena Modjeska et le nom de son fils est devenu Ralph Modjeski. Pendant le voyage de traversée de l'Amérique pour aller en Californie, ils en profitent pour visiter l'Exposition universelle de 1876 à Philadelphie appelée communément Centennial International Exhibition. La visite de cette exposition lui a donné l'envie de devenir ingénieur plutôt que pianiste.
L'exploitation de la ferme n'étant pas un succès, Helena Modjeska est venue à San Francisco pour commencer une seconde carrière d'actrice.
Helena Modjeska et son fils ont obtenu la nationalité américaine en 1883.
Ralph Modjeski retourne en Europe pour étudier à l'école des Ponts et Chaussées de Paris. Il n'a été classé que 27e au concours d'entrée sur cent candidats mais seuls les 25 premiers étaient admis. Comme il l'a raconté plus tard, déçu, il passe d'abord les six mois suivants à travailler le piano, puis se pose des questions et décide trois mois avant de préparer le concours d'entrée à lécole des Ponts et Chaussées. Il est reçu et en sort premier de sa promotion en 1885 et retourne aux États-Unis dans l'intention d'y construire des ponts.
Il a commencé sa carrière d'ingénieur en travaillant avec George S. Morison qui a été un des plus grands ingénieurs constructeurs de ponts en Amérique. Il a construit un pont au-dessus du Missouribuilding à Omaha, Nebraska. Il a travaillé sur des ouvrages à Willamette, Nebraska City, Sioux City, Winona, et Cairo. Son dernier projet dans le bureau de Morison a été le Memphis Bridge traversant le Mississippi, qui détenait alors le cord de la plus grande travée des ponts cantilever aux États-Unis. Il a supervisé sa construction entre 1891 et 1892.
Ralph Modjeski a ouvert son propre bureau d'études à Chicago, en 1893 sous le nom de « Modjeski & Nickerson ». Son premier projet comme ingénieur en chef était le Government Bridge ou Arsenal Bridge, pont routier et ferroviaire franchissant le fleuve Mississippi en reliant Rock Island et Davenport, construit en 1896.

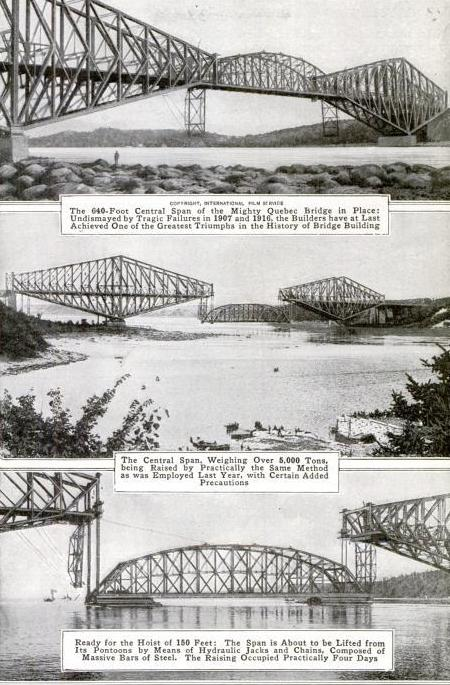
Pont de Québec : Levage de la partie centrale du pont

Au cours de sa carrière, il est intervenu comme ingénieur en chef ou ingénieur-conseil sur des dizaines de ponts à travers le pays.
En 1902, il s'associe avec Alfred Noble en créant le bureau d'études « Noble and Modjeski ». Il réalise un grand pont cantilever franchissant le Mississippi, le Thebes Bridge à Thebes, Illinois. Il remplace ensuite le George Morison’s bridge au-dessus du Missouri à Bismarck (Dakota du Nord), en 1905, puis il réalise deux ponts tournants permettant le franchissement du fleuve Columbia et de la Willamette à Portland, Oregon, en 1908-1910. En 1910 il a réalisé le McKinley Bridge traversant le Mississippi à Saint-Louis (Missouri).
Il a repris la conception du pont de Québec après la catastrophe de 1907 qui a tué 75 travailleurs, et a réussi à créer la plus longue travée dans le monde pour ce type de structure en treillis même si un accident pendant la construction a tué treize autres travailleurs en 1916. Le pont a été terminé le 20 septembre 1917. Il est encore le pont cantilever le plus long au monde.
Il a travaillé avec Walter Angier entre 1912 et 1924 dans le bureau d'études « Modjeski and Angier » qui avait plusieurs agences aux États-Unis. Walter Angier avait déjà travaillé avec Ralph Modjeski sur le Thebes Bridge.
En 1921, il est ingénieur en chef du pour la construction Delaware River Bridge, actuel Benjamin Franklin Bridge, reliant Philadelphie à Camden. À sa construction, en 1926, il détenait le record du monde de la plus grande portée. En 1929, il est ingénieur-conseil pour l'Ambassador Bridge de Detroit.

Ponts suspendus du San Francisco-Oakland Bay Bridge

En 1924 il s'est associé avec Frank M. Masters pour former le bureau d'études « Modjeski & Masters ». Frank Masters avait déjà travaillé avec Modjeski et Angier sur les ponts de Memphis et Louisville. Ils ont été rejoints plus tard par Clement A. Chase et le bureau d'études a pris le nom de « Modjeski, Masters and Chase . Chase avait travaillé auparavant avec Modjeski sur le Ben Franklin Suspension Bridge, franchissant le fleuve Delaware à Philadelphie. Chase se tue accidentellement en 1933 en tombant du Delaware Bridge. Montgomery Case est embauché par Modjeski à cette époque.
Il a conçu le Mid-Hudson Bridge, à Poughkeepsie, État de New York, en 1930, le Huey P. Long Bridge, à la Nouvelle Orléans, en 1935. Ralph Modjeski a réalisé le San Francisco-Oakland Bay Bridge achevé six mois avant le Golden Gate Bridge de San Francisco.
Modjeski était célèbre en tant que concepteur de grands ponts routiers et ferroviaires franchissant les grands fleuves de l'Amérique du Nord. Il a formé des générations de concepteurs et constructeurs de ponts américains, dont Joseph B. Strauss, ingénieur en chef du Golden Gate Bridge.
Il mort le 26 juin 1940 à Los Angeles, en Californie. Le New York Time l'a annoncé comme celle du « plus grand constructeur de ponts du monde ».

## Distinctions
Il a été le récipiendaire de nombreux prix et diplômes honorifiques. En 1911, il a reçu un doctorat en ingénierie de l'Université d'État de l'Illinois, en 1923 la Médaille Franklin, en 1929 un doctorat honoris causa de l' École polytechnique Lwów, en 1930 la médaille John Fritz.

## Quelques ouvrages
- Chief Engineer
  - Government Bridge, à Rock Island (1896)
  - Thebes Bridge, à Thebes (1905)
  - Burlington Northern Railroad Bridge 9.6, Oregon Slough Railroad Bridge ou Bridge 8.8 et Burlington Northern Railroad Bridge 5.1 ou Bridge 5.1 (tous construits entre 1906–08)

- McKinley Bridge (1910)

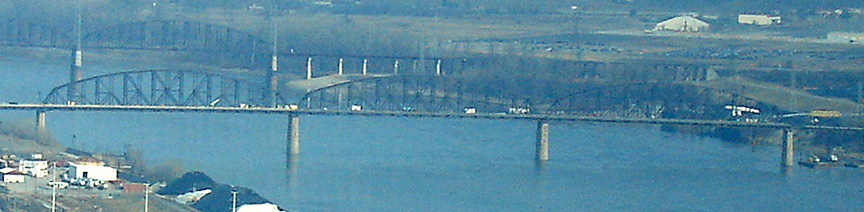
McKinley Bridge

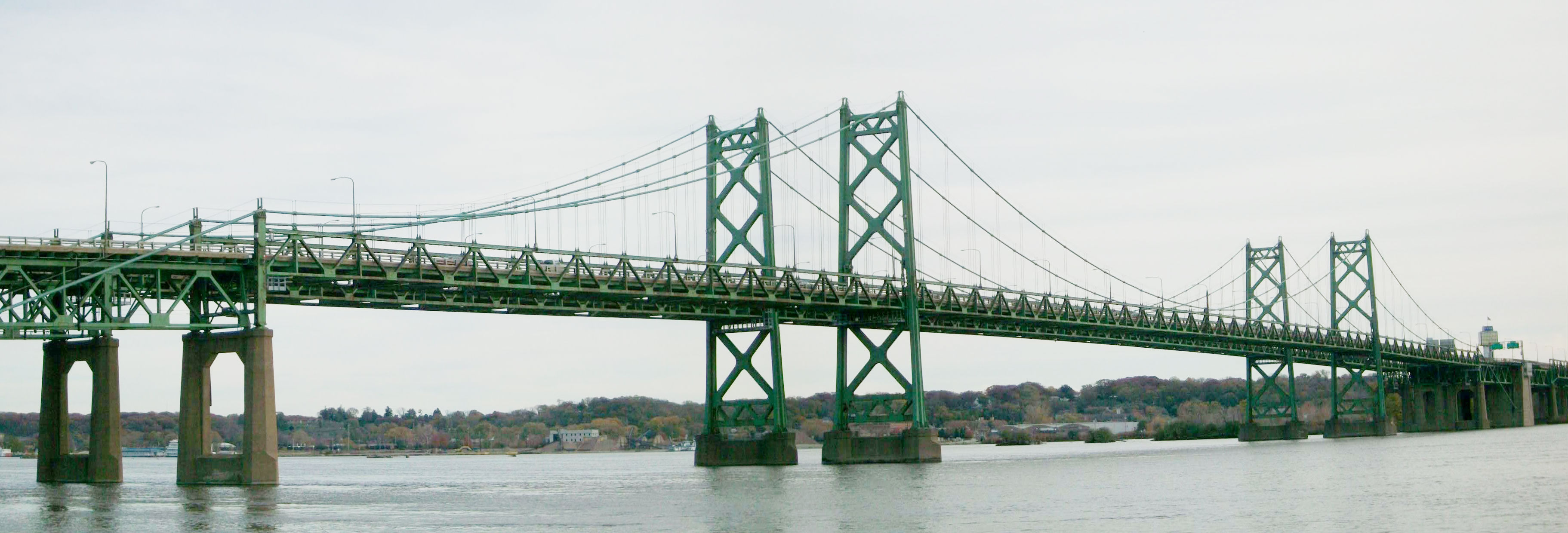
I-74 Bridge

- Crooked River Railroad Bridge (1911)
- Broadway Bridge (Portland)  (1913)
- Harahan Bridge (1916)
- Pont de Québec (1917)
- Metropolis Bridge (1917)
- Mears Memorial Bridge (1923)
- Mid-Hudson Bridge, officiellement le Franklin Delano Roosevelt Mid-Hudson Bridge (1930)
- Benjamin Franklin Bridge entre (Philadelphie et Camden (New Jersey) (1926)
- Tacony-Palmyra Bridge (entre Philadelphie et Palmyra, (New Jersey) (1929)
- I-74 Bridge ou le Moline à Bettendorf Veterans Memorial Bridge (1933)
- Huey P. Long Bridge (1935)
- Blue Water Bridge entre Port Huron (Michigan) et Point Edward (Ontario) (1938)

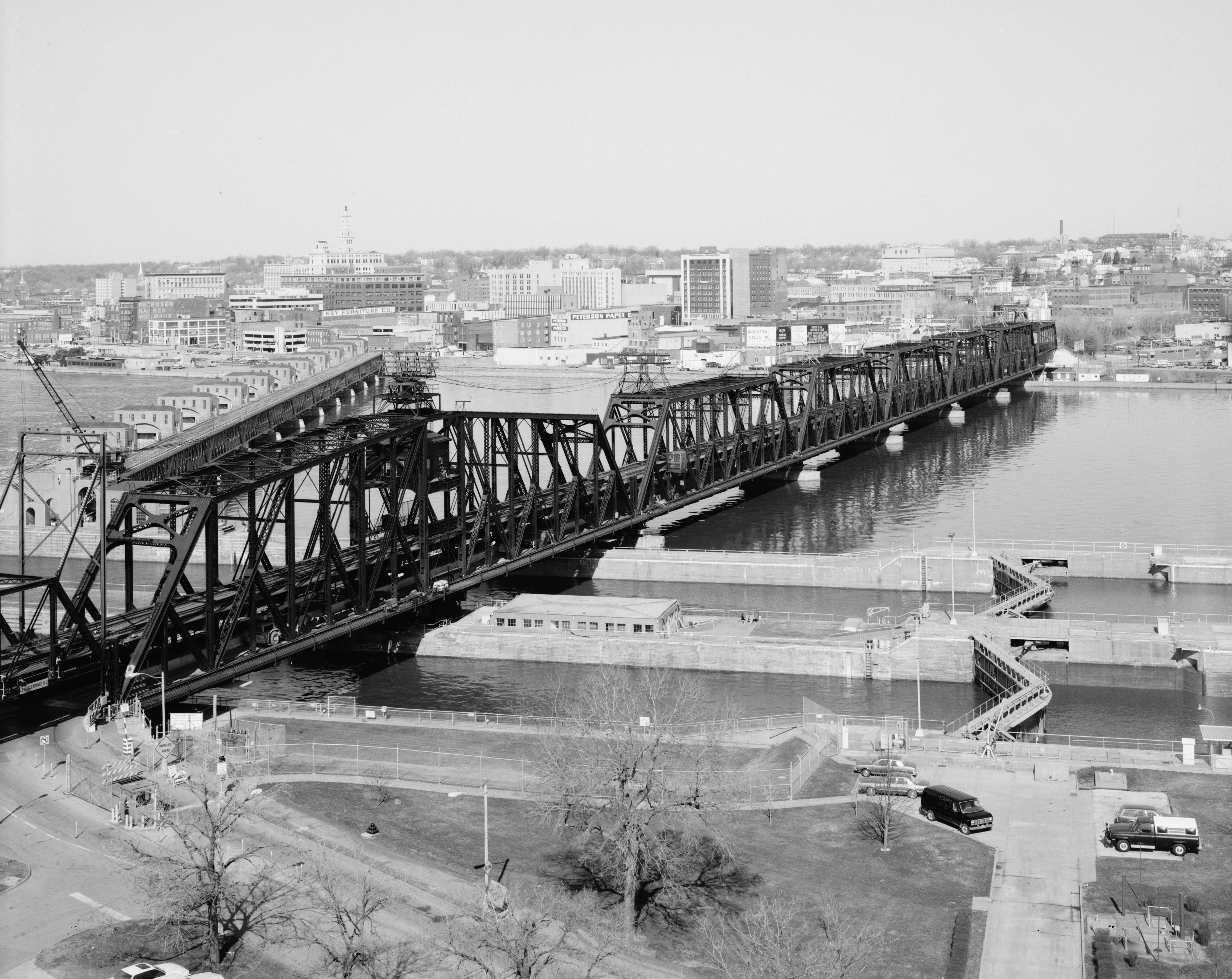
Government Bridge
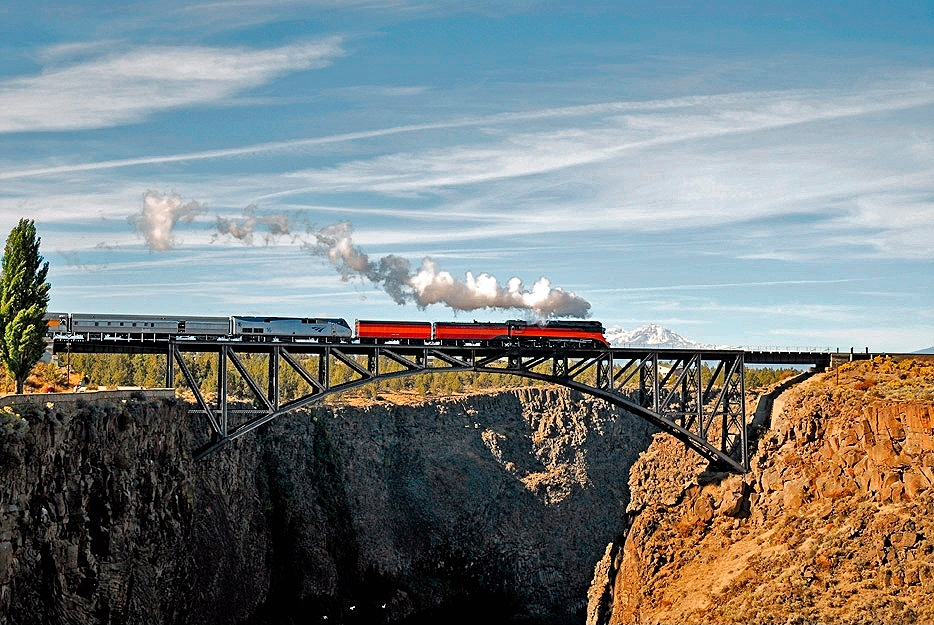
Crooked River Bridge
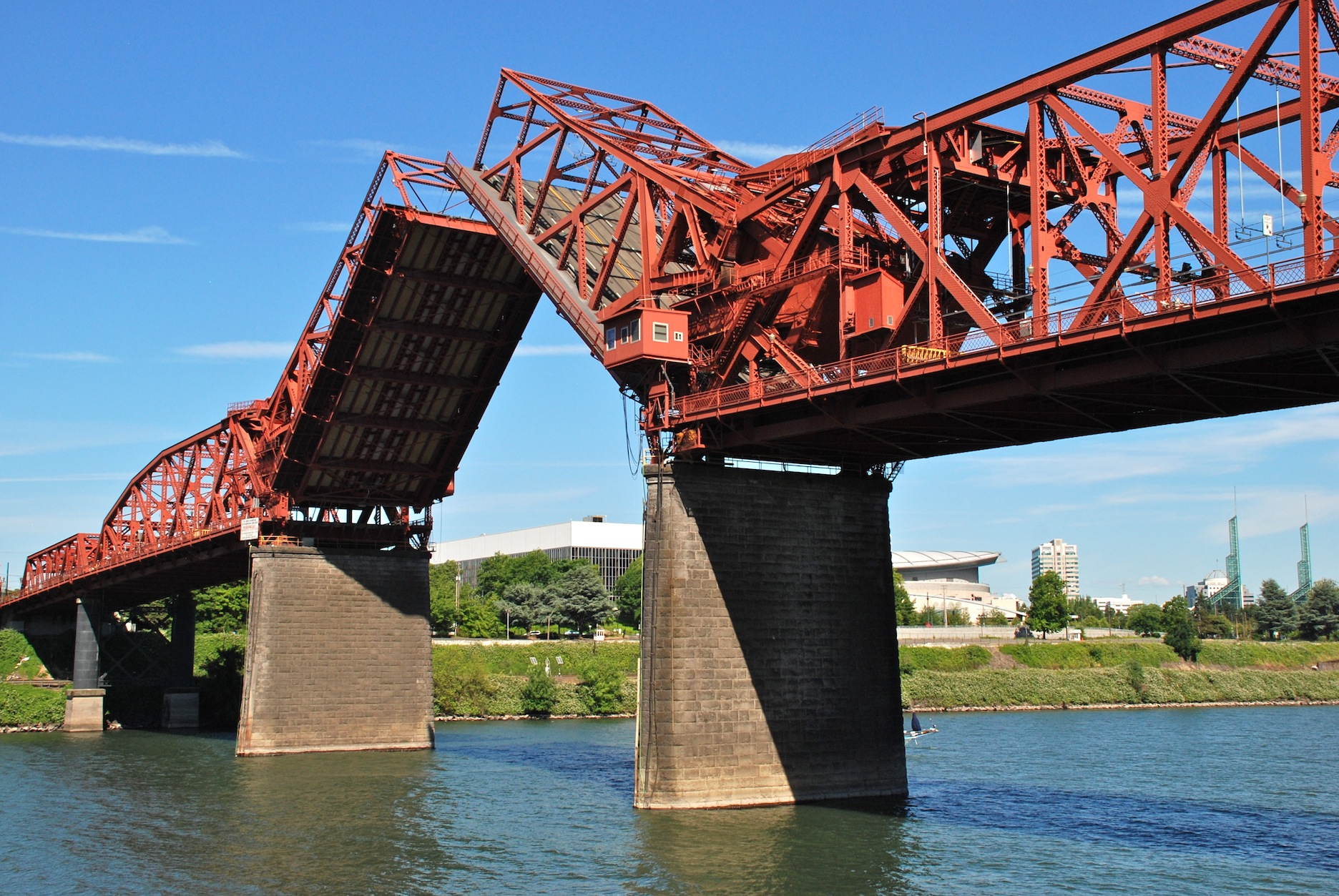
Broadway Bridge
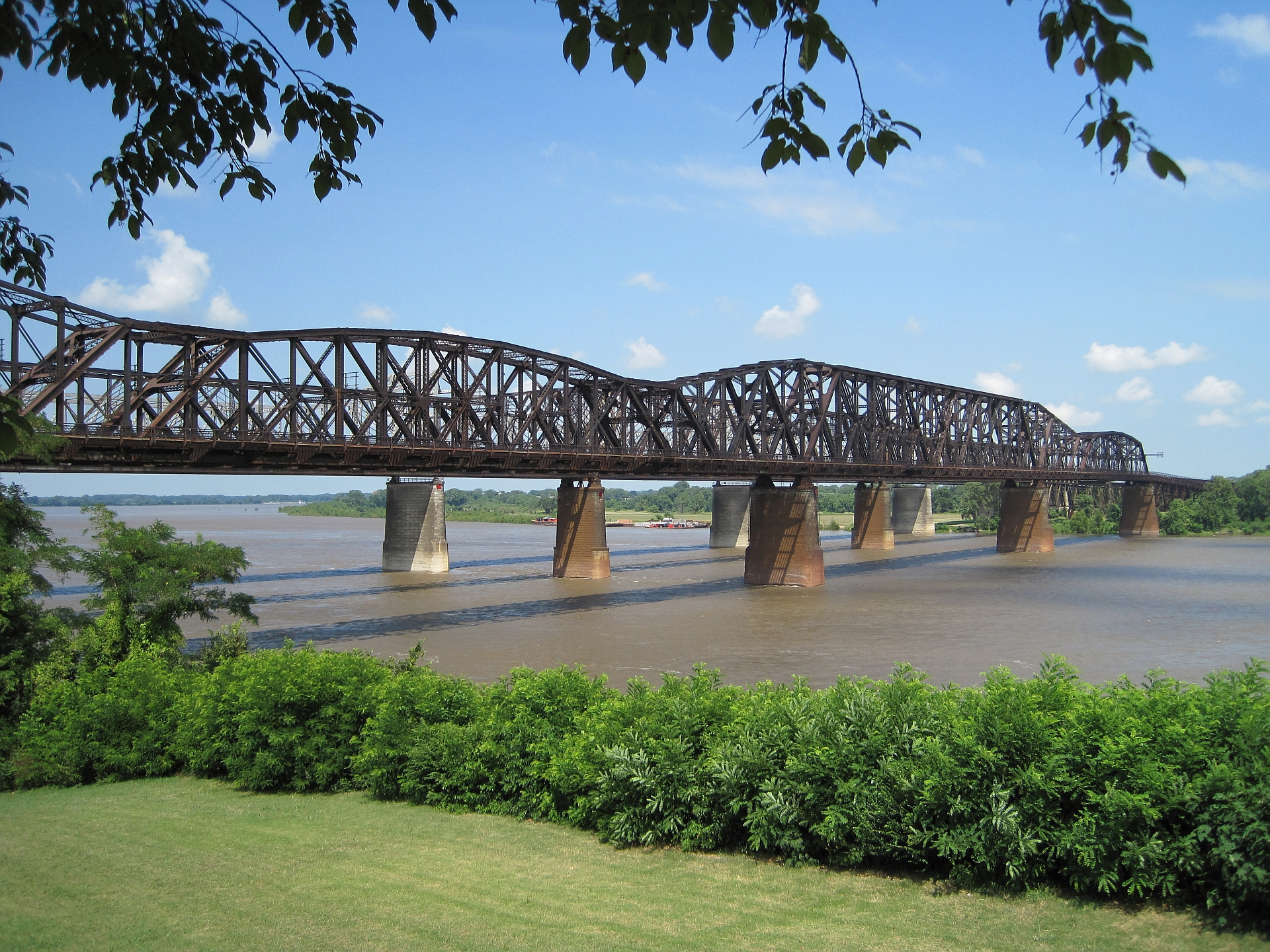
Harahan Bridge
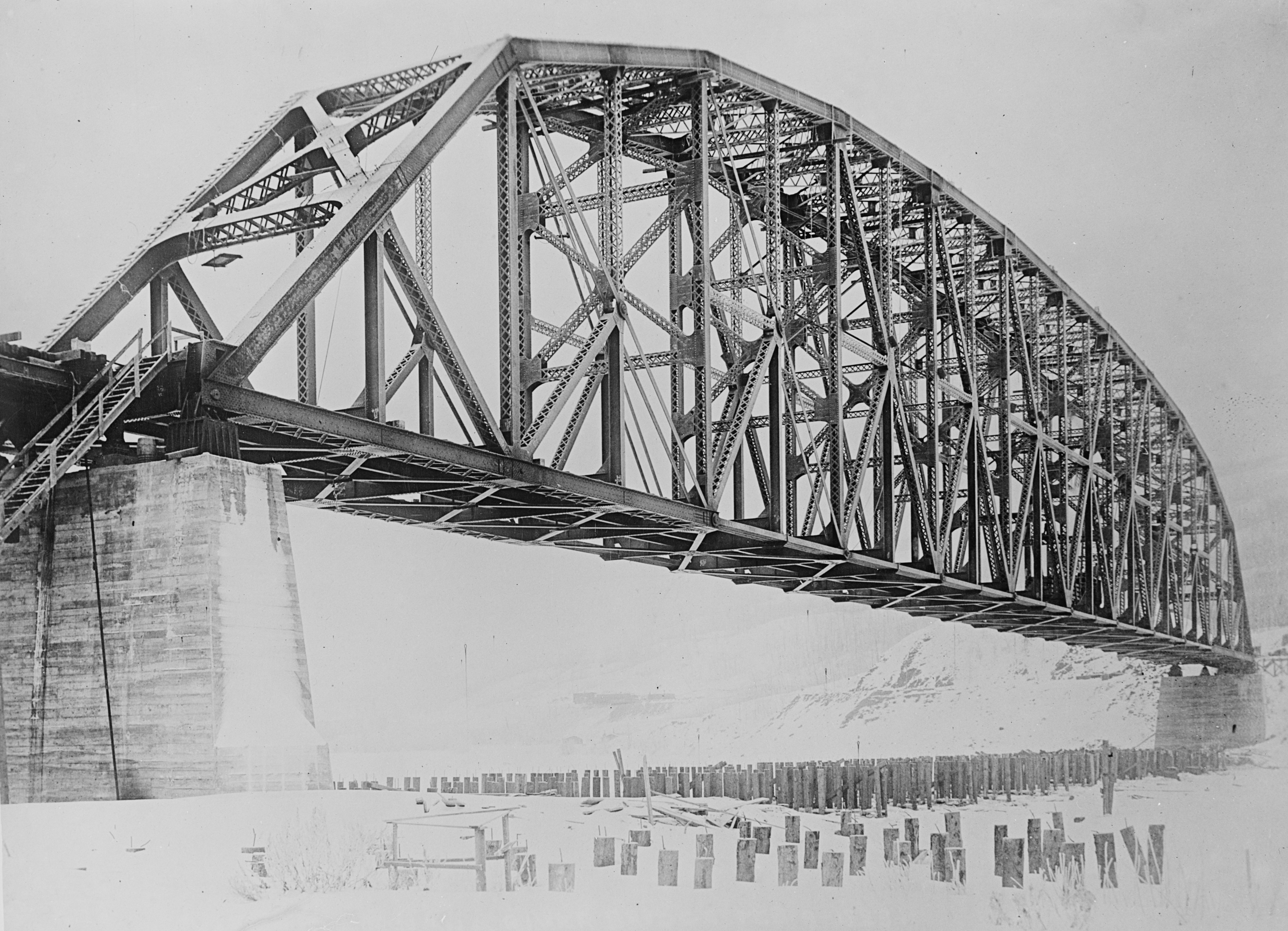
Mears Memorial Bridge

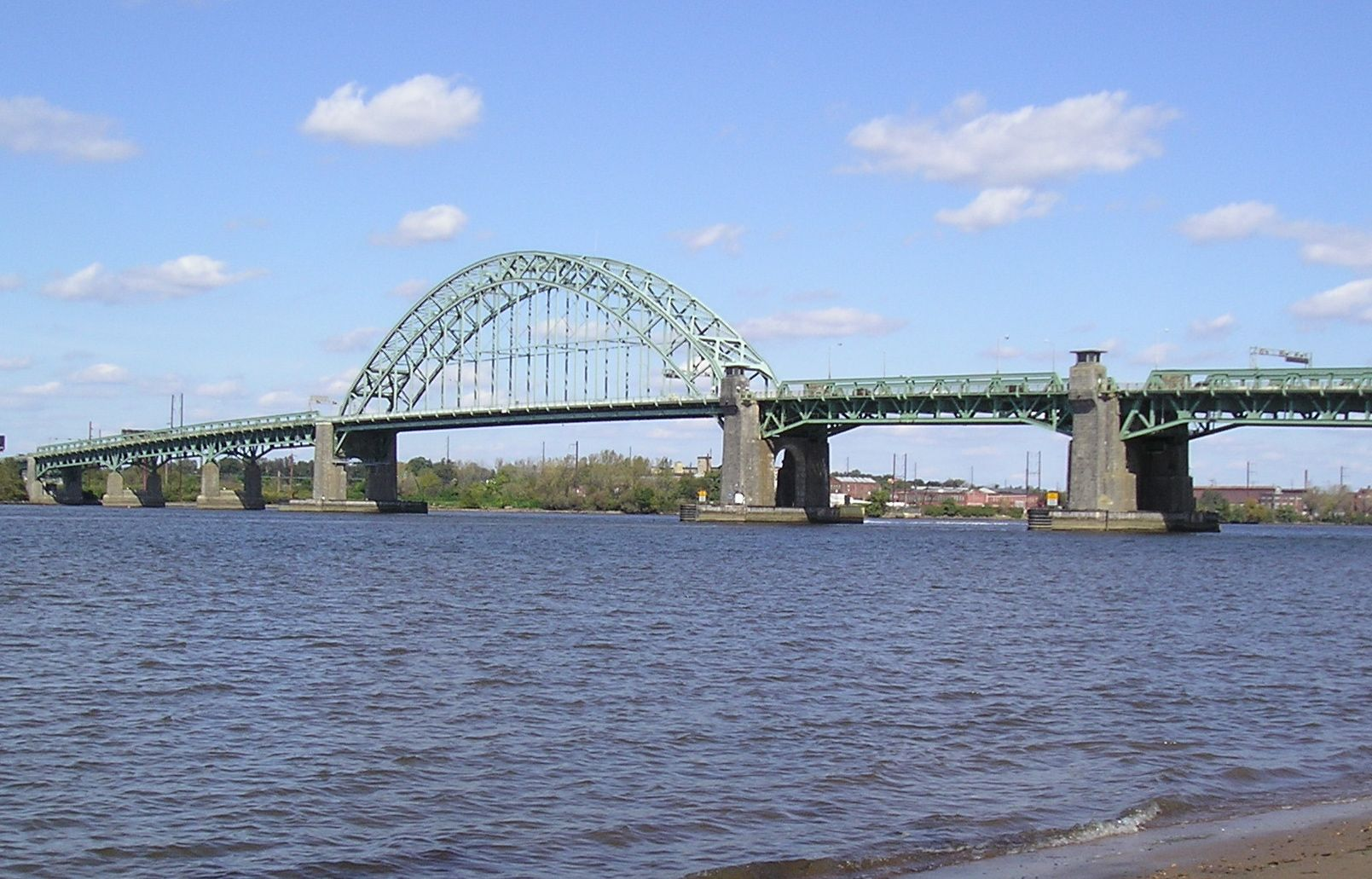
Tacony-Palmyra Bridge
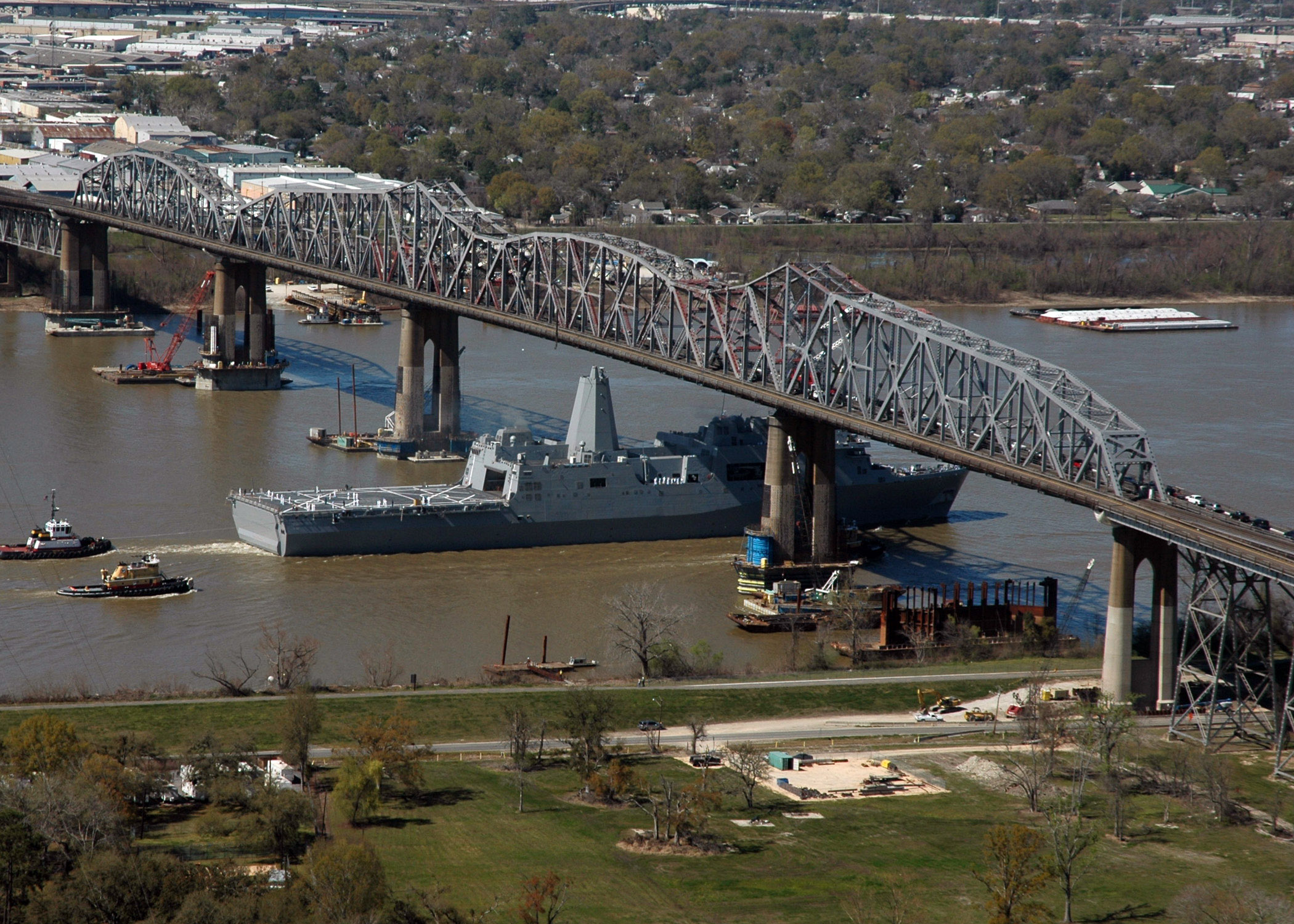
Huey P. Long Bridge
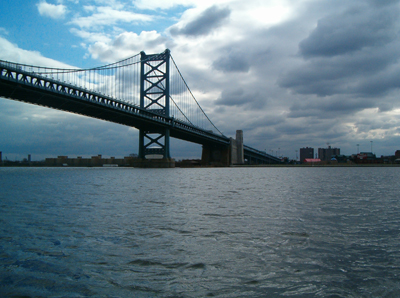
Benjamin Franklin Bridge
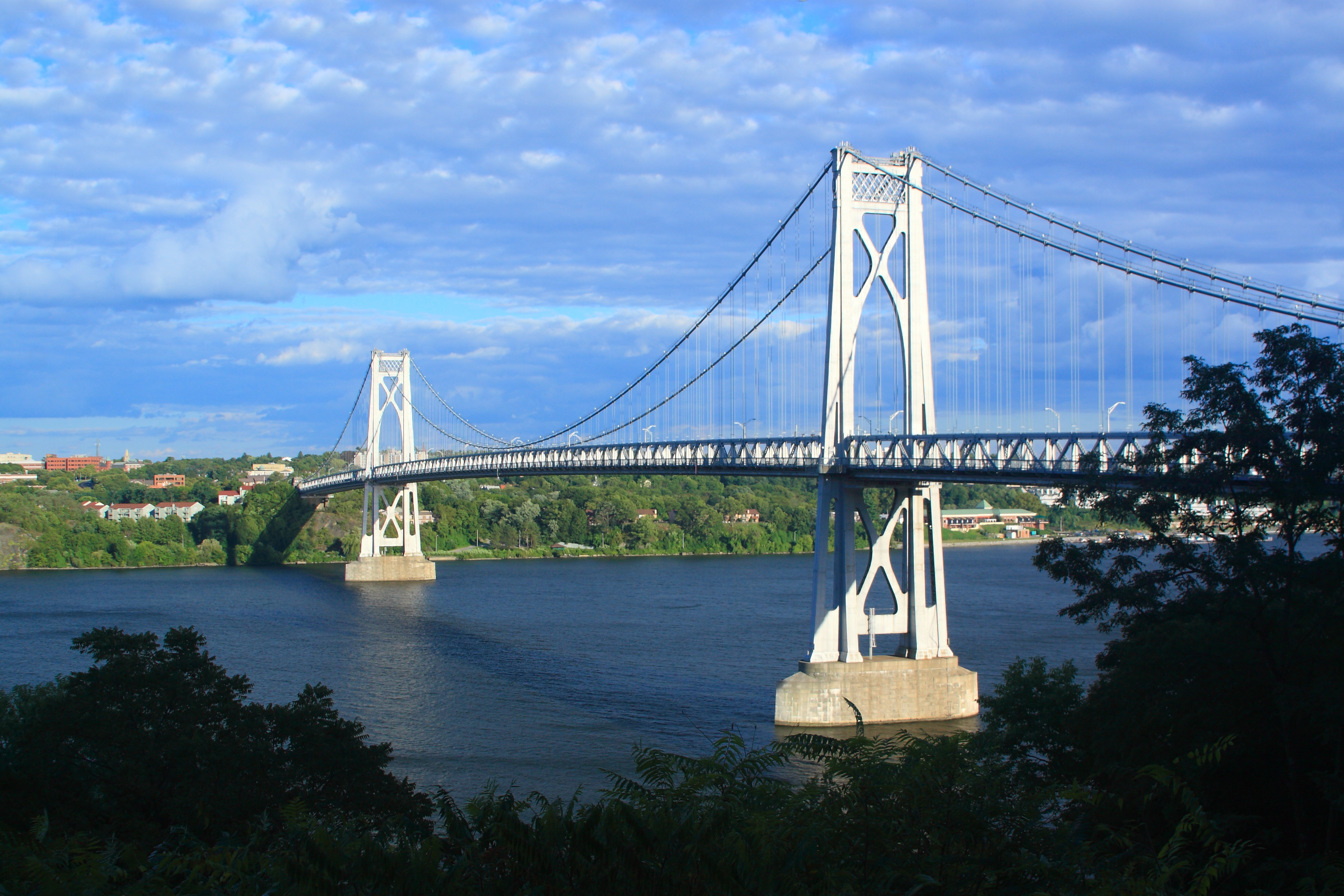
Franklin Delano Roosevelt Mid-Hudson Bridge
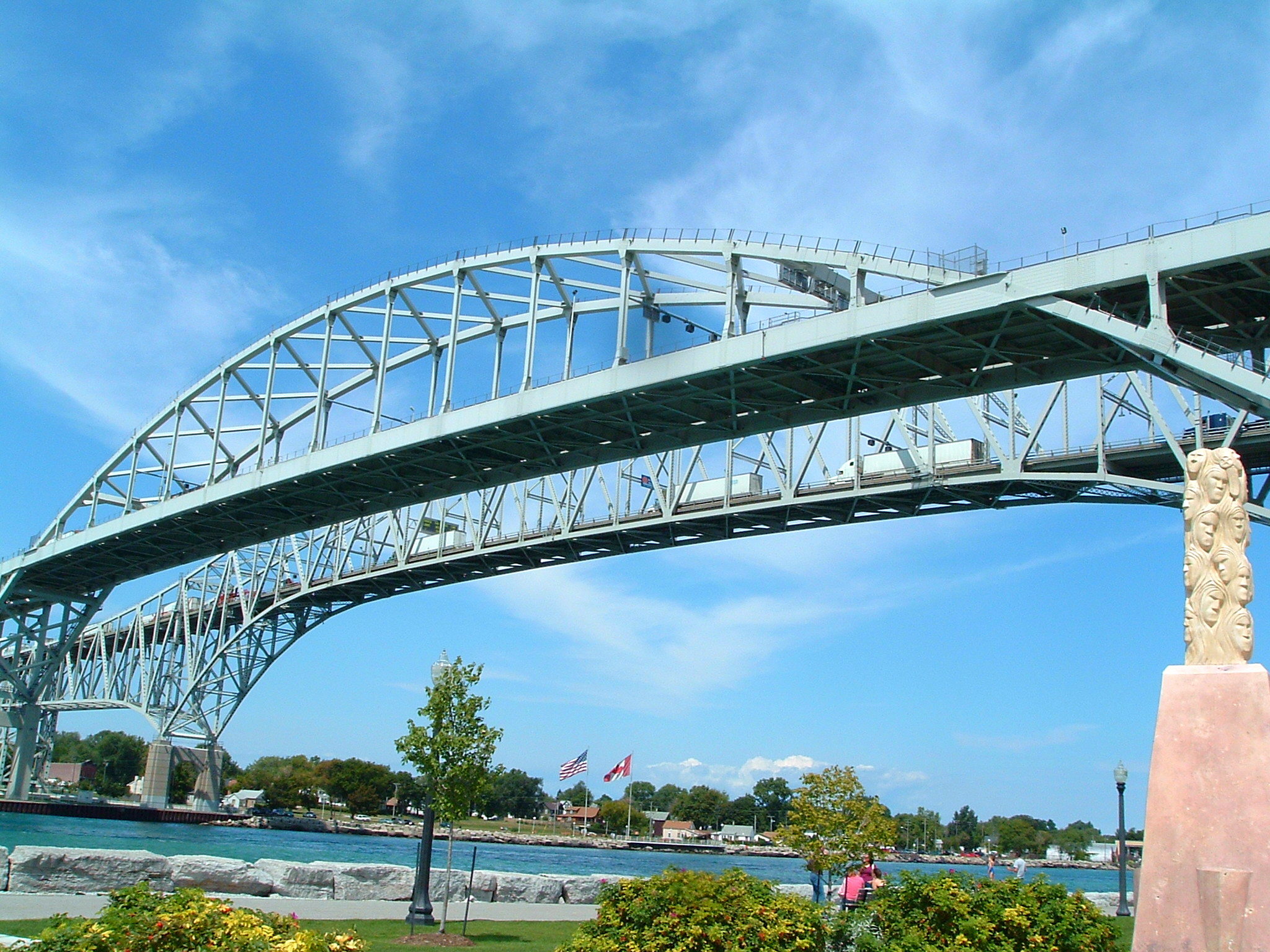
Blue Water Bridge

- Ingénieur conseil
  - Pont de Manhattan (1909)
  - Market Street Bridge Harrisburg, Pennsylvanie (1926)
  - Ambassador Bridge entre Detroit, Michigan et Windsor, Ontario, (1929)
  - San Francisco–Oakland Bay Bridge (1936)

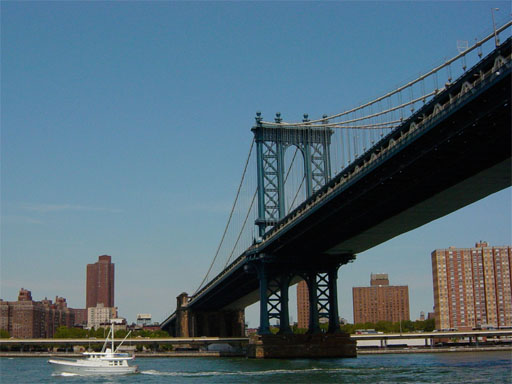
Pont de Manhattan
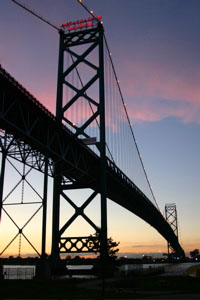
Ambassador Bridge
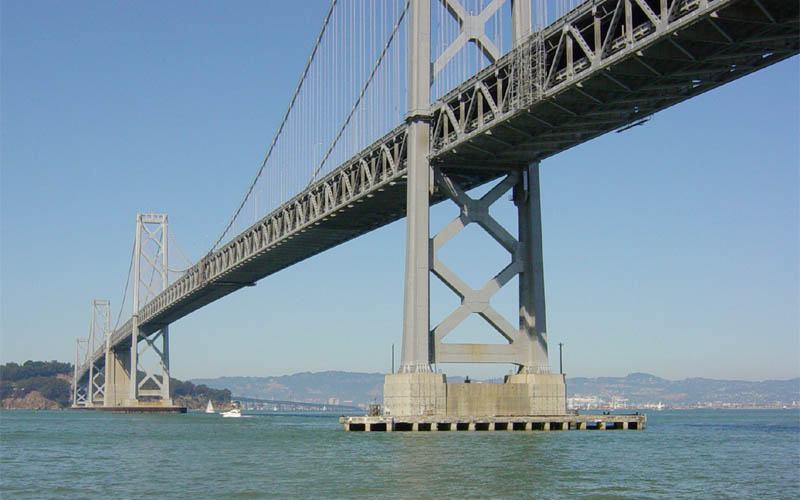
San Francisco–Oakland Bay Bridge